# Samuel Rousseau (artiste)
 (octobre 2024).
La mise en forme du texte ne suit pas les recommandations de Wikipédia : il faut le « wikifier ».
Les points d'amélioration suivants sont les cas les plus fréquents. Le détail des points à revoir est peut-être précisé sur la page de discussion.
- Les titres sont pré-formatés par le logiciel. Ils ne sont ni en capitales, ni en gras.
- Le texte ne doit pas être écrit en capitales (les noms de famille non plus), ni en gras, ni en italique, ni en « petit »…
- Le gras n'est utilisé que pour surligner le titre de l'article dans l'introduction, une seule fois.
- L'italique est rarement utilisé : mots en langue étrangère, titres d'œuvres, noms de bateaux, etc.
- Les citations ne sont pas en italique mais en corps de texte normal. Elles sont entourées par des guillemets français : « et ».
- Les listes à puces sont à éviter, des paragraphes rédigés étant largement préférés. Les tableaux sont à réserver à la présentation de données structurées (résultats, etc.).
- Les appels de note de bas de page (petits chiffres en exposant, introduits par l'outil «  Source ») sont à placer entre la fin de phrase et le point final[comme ça].
- Les liens internes (vers d'autres articles de Wikipédia) sont à choisir avec parcimonie. Créez des liens vers des articles approfondissant le sujet. Les termes génériques sans rapport avec le sujet sont à éviter, ainsi que les répétitions de liens vers un même terme.
- Les liens externes sont à placer uniquement dans une section « Liens externes », à la fin de l'article. Ces liens sont à choisir avec parcimonie suivant les règles définies. Si un lien sert de source à l'article, son insertion dans le texte est à faire par les notes de bas de page.
- La présentation des références doit suivre les conventions bibliographiques. Il est recommandé d'utiliser les modèles {{Ouvrage}}, {{Chapitre}}, {{Article}}, {{Lien web}} et/ou {{Bibliographie}}. Le mode d'édition visuel peut mettre en forme automatiquement les références.
- Insérer une infobox (cadre d'informations à droite) n'est pas obligatoire pour parachever la mise en page.

Pour une aide détaillée, merci de consulter Aide:Wikification.
Si vous pensez que ces points ont été résolus, vous pouvez retirer ce bandeau et améliorer la mise en forme d'un autre article.
Pour les articles homonymes, voir Samuel Rousseau (homonymie) et Rousseau.
 (décembre 2018).
Né à Marseille le 18 janvier 1971, Samuel Rousseau est un artiste plasticien contemporain français. Il exploite principalement la vidéo et les ressources de l’informatique, mais ses moyens d’expression sont très variés : sculpture, photo, installation, dessin, arts plastiques, art numérique.
L’art numérique de Samuel Rousseau s’interroge sur l’humanité, le monde contemporain et les médias de masse. La technologie, employée de façon très discrète dans son travail, est strictement au service d’une poésie où le virtuel et le réel s’entrecroisent. Dans ses boucles vidéo fictionnelles et souvent poétiques, les objets du quotidien, recyclés ou transformés, prennent vie et provoquent des questions nouvelles.

## Biographie
Diplômé de l’école supérieure d'art de Grenoble en 1995. Il fonde le collectif artistique alternatif grenoblois Le Brise Glace (1998-2008) et présente ses premières expositions personnelles en France et à l'étranger.
À 30 ans, il réalise sa première œuvre monumentale. Le Géant pris au piège dans le théâtre de la Gaîté Lyrique à Paris fait sensation à la Nuit Blanche en 2003. Relayée par tous les médias français, l’œuvre éphémère a été vue par plusieurs millions de téléspectateurs.
Il participe à la FIAC pour la première fois en 2004. En 2006, trois œuvres de Samuel Rousseau, Plastikcity, L’Œuf et P’tit Bonhomme entrent au catalogue des acquisitions du Fonds national d’art contemporain. En 2011, il est l'un des candidats sélectionnés pour le prix Marcel-Duchamp avec Brave Old New World.
Le travail de Samuel Rousseau est documenté sur le réseau documents d'artistes consacré à l'art contemporain.Ses oeuvres sont présentées dans le monde entier.

### Distinction
- 2016 : Médaille des arts de l'Académie d'architecture.

## Citation
« Rousseau rend l'art numérique chaleureux, fertile, rassurant.

Il cherche à toucher des choses universelles, des éléments fondamentaux que l’on peut partager. Cette approche guide sa réflexion sur les "mass-media" afin d’entrer en contact avec ce que nous avons tous en commun.

L’image gagne de nouvelles dimensions. Elle échafaude une esthétique et une dynamique nouvelle tant le créateur déborde d’invention et d’énergie. L’artiste réduit souvent la technologie car il sait que les moyens les plus avancés ne suffisent pas de manière intrinsèque. Chaque œuvre est comme un montage, chaque plan succède à l'autre. Dans les ruptures qui les segmentent demeure toujours un continuum lié à une notion de dépassement. Reposant sur la transformation des objets du quotidien par le moyen de la projection vidéo, la vie est insufflée à des objets inertes comme des pneus, une branche d'arbre ou une bougie. Elle reconstitue une fiction de leur possible vie passée. Œuvres sensibles et fines ces installations évoquent un travail d'archéologie des objets. L'image réelle y cohabite de manière évidente avec l'image virtuelle dans une sorte d’abstraction qui tient plus au réel qu’à la virtualité elle-même. C’est pourquoi demeure toujours dans son approche quelque chose de concret.

Rousseau homme d’image est donc bien un poète par son regard juste et pour sa quête d’un corps à partir duquel poser ce regard. »

— Jean-Paul Gavard-Perret, 2010

« Samuel Rousseau a souvent dissimulé ses sujets dans des mises en scène où l’objet, la technologie et l’espace conjuguent des images apparemment simples mais qui cachent des « secrets » que le visiteur prend plaisir à déchiffrer. Dans un certain nombre de ses productions vidéo et numériques, les images viennent, en effet, se loger là où on ne les attend pas, dissimulées dans des motifs décoratifs (les Papiers peints vidéo, 2003), enchâssées dans des objets de rebus, agitant discrètement les reliefs d’écrans-objets qu’elles recouvrent comme une peau. Fréquemment, elles mettent en scène des corps inadaptés à l’espace qui tente de les contenir, de manière humoristique souvent, pathétique parfois, et poétique toujours.Ces œuvres sont alors libres d’évoquer le monde animal, le monde industriel et urbain, emprunter à la science fiction ou à l’imaginaire de la bande dessinée et du cinéma. Elles peuvent faire le grand écart entre une évocation de Métropolis ou une vanité moderne en écho aux TV Bouddha de Nam June Paik. »

— Françoise Parfait, 2011

« Touche-à-tout insatiable, exploitant les ressources des techniques les plus sophistiquées – logiciels de développement, de montage d’images et de sons – comme celles des matériaux les plus triviaux – bâche résinée, bidons plastiques, blisters médicamenteux, pneus, bougie, etc. -, Rousseau est un artiste inclassable. 
Entre réalité et fiction, il n’a pas son pareil pour inventer toutes sortes de situations inédites dont le décalage n’a d’autre fin que de déstabiliser nos habitudes perceptives. De nous inviter à réviser nos a priori. Quelque chose d’une impertinence est à l’oeuvre dans son travail qui relève de la revendication d’une liberté par rapport aux conventions en usage et de la nécessité d’offrir au regard la surprise d’une image. »

— Philippe Piguet, 2010

## Principales œuvres
- P'tit bonhomme, 1996
- Le Géant, 2003
- Papiers peints vidéo, 2003
- Maternaprima, 2006
- Plastikcity, 2006
- L'arbre et son ombre, 2008
- Un peu d'éternité, 2009
- Montagne d'incertitude, 2010
- Chemical house, 2010
- Brave Old New World, 2011
- Trafic, 2011
- Les Soubresauts du monde, 2012
- Urban Totem, 2013
- La faille, 2016
- Soleil noir, 2017
- Vénus, 2020
- Petit con, 2022
- Sans titre (cerveau), 2023
- Le peuple qui danse, 2024-2025

|  |  | PlastikCity Auteur : Samuel Rousseau Date : 2006 Technique : Projection vidéo Dimensions : Propriétaire : Collection particulière Commentaire : |

|  |  | Trafik 2.1 Auteur : Samuel Rousseau Date : 2006 Technique : Installation vidéo monumentale Dimensions : Propriétaire : Samuel Rousseau Commentaire : |

|  |  | Brave Old New World Auteur : Samuel Rousseau Date : 2011 Technique : Installation vidéo Dimensions : Propriétaire : Samuel Rousseau Commentaire : |

|  | [[Fichier:\|180px]] | Petit con Auteur : Samuel Rousseau Date : 2022 Technique : Sculpture Dimensions : Propriétaire : Samuel Rousseau Commentaire : |

|  | [[Fichier:\|180px]] | (Sans-titre), Cerveau Auteur : Samuel Rousseau Date : 2023 Technique : Installation vidéo Dimensions : Propriétaire : Samuel Rousseau Commentaire : |

|  | [[Fichier:\|180px]] | Le peuple qui danse Auteur : Samuel Rousseau Date : 2025 Technique : Installation vidéo Dimensions : Propriétaire : Samuel Rousseau Commentaire : |

## Expositions

### Expositions personnelles
- 2024
  - «Daydream», Frédérick Mouraux Gallery, Bruxelles, Belgique
  - « Mauvaises herbes » Maison L, Grenoble
  - « Watches and Wonders » Stand de la Maison Cartier, Genève, Suisse
- 2023
  - «Et pourtant elle tourne !», Le Grenier à sel, Avignon, France
  - « Samuel Rousseau » Le Relax, La Mure
  - « Samuel Rousseau », imagespassages, Annecy
- 2022
  - «From darkness to light», Frédérick Mouraux Gallery, Bruxelles, Belgique
  - “Samuel Rousseau” Galerie RX, Paris
- 2021
  - «Samuel Rousseau», Galerie RX, Paris, France
- 2020
  - « Vénus » Installation in situ, Galerie des trésors, Musée de l'Homme, Paris, France
  - « Homo Faber » Vidéochroniques, Marseille, France
- 2019
  - « Délirium dolium » Installation in situ au Musée des Docks Romains, Marseille, France
- 2018
  - « Solo show Samuel Rousseau » Foire Caméra, Art Fair, Stand Galerie Claire Gastaud, Nice, France
  - « Samuel Rousseau » Festival Vidéoformes, Clermont-Ferrand, France 
  - Mise en lumière de la façade du Musée d'Art moderne et contemporain de Saint-Étienne Métropole pour son trentième anniversaire.
- 2017
  - « Samuel Rousseau » Galerie RX, Paris
  - « Samuel Rousseau » La Nouvelle Manufacture, Saint-Martin-de-Valamas
  - « Digitalis » Galerie Art Bartschi & Cie, Genève, Suisse
- 2015 :
  - « Samuel Rousseau » Haras d'Annecy, Annecy
- 2014 :
  - « Air du temps » Chapelle Saint Charles, Avignon
  - « Samuel Rousseau » Galerie Claire Gastaud, Clermont-Ferrand
  - « Samuel Rousseau » L'Atelier de la Gare, Locminé
- 2013 :
  - « De part et d'autre, double rétrospective » Vog, Fontaine - Espace Jules Vallès, Saint-Martin-d'Hères
  - “Les soubresauts du monde » Galerie Aeroplastics, Bruxelles
- 2012 :
  - « sans titre, l’arbre et son ombre», Funérarium de Chambéry, Chambéry
  - « Un monde machine mis en abime » Le Creux de l'enfer (Thiers) - galerie Claire Gastaud
- 2011 :
  - « Nouvel accrochage » Musée de Grenoble, Grenoble
  - « Brave old new world » Galerie Parker’s, Brooklyn, New York
  - « Samuel Rousseau » Centre Européen d'Actions Artistiques Contemporaines, Strasbourg
  - « Samuel Rousseau » Galerie Claire Gastaud, Clermont-Ferrand
- 2010 :
  - Rétrospective Fondation pour l'art contemporain Claudine et Jean-Marc Salomon, commissariat de Philippe Piguet
  - « Volta New York » Galerie Aeroplastics, New York
- 2009 :
  - Maison du livre, de l'image et du son[3], Villeurbanne
  - Galerie 1 000 enventi, Milan
  - Galerie Guy Bärtschi, Genève
  - « Loops », stand de la galerie Guy Bärtschi, Barcelone
  - « Maternaprima », Planétarium de Vaulx-en-Velin
- 2008 :
  - Galerie Quynh, dans le cadre du mois de l'image à Saïgon
  - Galerie Aeroplastics Contemporary, Bruxelles
- 2007 :
  - « Jardins nomades », Luxembourg Capitale européenne de la culture 2007
  - Espace d’art contemporain André Malraux, Colmar
- 2006 :
  - Projection vidéo, Musée de Grenoble, Grenoble
  - « Music Box » Zénith d'Auvergne, Clermont-Ferrand
- 2005 
  - Plactickcity et autres œuvres, Le Carré Saint Vincent, Orléans
- 2004 :
  - Parker’s Box, Brooklyn, New York
  - Maison du livre, de l’image et du son, Villeurbanne
- 2003 :
  - « Home-tech, art maigre et autre formes ordinaires », Red district commissariat, Vidéochronique, Marseille

### Expositions collectives
- 2024	
  - « La vague » Campredon Art et Image, L'Isle-sur-la-Sorgue
  - « Fine Art Fair » stand Galerie Frédérick Mauraux, Bruxelles, Belgique
  - Ancienne Nonciature, Grand Sablon, Bruxelles, Belgique
- 2023    
  - « Summer Group Show »  Galerie Frédérick Mauraux, Bruxelles, Belgique
  - « 30 ans imagespassages » La Machine utile, Annecy
- 2022	
  - “Maternaprima” Be Water One, Siège de L’UNESCO, Paris
  - “Art across borders” Galerie Frédérick Mauraux, Bruxelles, Belgique
  - “Projet Vénus, lutte contre le cancer du sein”, Galerie Spacejunk, Grenoble
  - “Anniversaire de la découverte de la Vénus de Lespugue”, Musée de l’Homme, Paris
- 2020
  - « Bêtes de scène », Espace Monte-Christo, Fondation Villa Datris, Paris
- 2019
  - « Collection 7 » Galerie Claire Gastaud, Clermont-Ferrand
  - « Sur le pont hydrogéne » Fête de l'Eau à Wattwiller, Wattwiller, France
  - « Bêtes de Scène » Fondation Villa Datris, L’isle-sur-la-Sorgue[4]
  - « Le bestiaire augmenté » Octobre Numérique Festival, Musée de l'Arles antique, Arles, France
  - « Paysage rupestre » Couvent Sainte-Cécile, Fondation Jacques Glénat, Grenoble, France
- 2018
  - « Bienvenue » Stand Galerie Claire Gastaud, Paris    
  - « Art Paris » Stand Galerie Claire Gastaud, Paris
  - « La Fête de l’eau, au sens propre » FEW - Fête de l'Eau à Wattwiller, Watwiller
  - « Arbre Regards d’Artistes » Abbaye de l’Escaladieu, Bonnemazon
  - « Mobilité » Maif Social Club, Paris, France
  - « Projet Venus » plusieurs lieux, France
- 2017
  - « Abstract X ed#02 » Galerie Aeroplastics, Bruxelles
  - « NB » Galerie RX, Paris
  - « Caméra caméra » Stand de la Galerie Claire Gastaud, Nice
  - « KIAF 2017 art Séoul » Galerie RX, Séoul, Corée.
  - « Concerné par son époque » Galerie Claire Gastaud.
  - « Fonds Glénat pour le patrimoine et la création” Fondation Glénat, Grenoble
  - « Transition » Mario Mauroner Contempory Art, Vienne, Autriche
  - « Irrévérence » Musée de Grenoble
  - « L’homme Nature » Musée Passager, Argenteil
  - « L’homme Nature » Musée Passager, Montfermeil
  - « L’homme Nature » Musée Passager, L’ile de loisirs, Port aux cerises
  - « ARCO » Stand de la Galerie Art Bartschi & Cie, Madrid, Espagne
  - « Le baiser de Rodin à nos jours » Musée des Beaux-Arts de Calais, Calais
  - « IYA » Stand de la Galerie Claire Gastaud, Bruxelles
  - « Inaugural Exhibition » Galerie Aeroplastics, Bruxelles
  - « Galerie Aeroplastics » Bruxelles, Belgique
- 2016 :
  - « Winter » Galerie RX, Paris
  - « Masters » Galerie Claire Gastaud, Clermont-Ferrand
  - « Lieux de vie, lieux de rêves» Musée de Grenoble, Grenoble
  - « Micromégas » Galerie de l’Etrave, Théâtre Novarina, Thonon-les-bains
  - Inauguration de la galerie RX, Galerie RX, Paris  
  - « Journées du patrimoine » Fondation Glénat, Grenoble
  - « Forever » Dubox, Courtrai, Belgique 
  - « Magie und Macht Magic and Power » Marta Herford Museum, Herford, Allemagne
  - « Prememories » Aeroplastics Gallery, Bruxelles, Belgique

- 2015 :
  - « Recto/Verso » Fondation Louis Vuitton, Paris 
  - « De Picasso à Warhol », Musée de Grenoble, Grenoble
  - « Verzamelde verhalen #7 », Kunstenfestival Watou 2015, Watou, Belgique
  - « Hortillonnages » Musée de Picardie et Maison de la culture d’Amiens, Amiens
  - « Humble me » Galerie Aeroplastics, Bruxelles
  - « Collection Philippe.Piguet, la passion de l’art » Abbaye, Annecy-le-Vieux
  - « Etre étonné, c’est un bonheur! », Chapelle de la visitation, Thonon-les-Bains
  -  « Collective 5 » Galerie Guy Bärtschi, Genève, Suisse
  - « Vidéoformes 2015, Samuel Rousseau et John Sanborn » Galerie Claire Gastaud, Clermont-Ferrand
  -  « Art 15 London » Stand galerie RX, Londres           
  - « L’arbre, le bois, la forêt » Abbaye St-André, Centre d’art contemporain, Meymac
  -  « Exposition collective » Fondation Francés, Sanlis
  -  « Le F.M.A.C à l’école » collège Marx-Dormoy, Paris
  -  « Du paradis à l’enfer » Fondation Boghossian, Villa Empain, Bruxelles
  -  « Montagne, design, nouvelles inspirations » Fondation Glénat, Grenoble

- 2014 :
  - « Exposition de groupe » Galerie RX, Paris
  - « Slick » Galerie Claire Gastaud, Paris
  - « Caritas, histoires, paraboles et rêves » Musée de Picardie, Amiens
  - « Cinq sens à redécouvrir » Musée de Grenoble hors les murs, Grenoble 
  - « Collection 5 » Galerie Claire Gastaud, Clermont-Ferrand
  - « Concentration(s) » Nuit des arts, Roubaix
  - « Distributed Objects », Galerie Selma Feriani, Londres  
  - « Art Brussels » Galerie Aeroplastics, Bruxelles
  - « ART 14 » Galerie RX, Londres  
  - « Art Paris » Galerie Claire Gastaud, Paris
  - « Full house » Galerie Aeroplastics, Bruxelles
  - « Passage » Fondation Bullukian, Lyon & Musée Paul-Dini, Villefranche-sur-Saône
  - « Au-delà de mes rêves » Monastère royal de Brou, Bourg-en-Bresse, Biennale de Lyon
- 2013 :
  - « Conservation de l'art numérique. Le défi de la conservation » House of Electronics Art, Bâle, Suisse
  - « Depaso en la tiera » Institut français, Bilbao
  - « La boule à neige » Le Radar, Bayeux
  - « Les nouvelles folies française » Domaine national de Saint Germain en Laye, Saint Germain en Laye
  - « Festival Parizone@dream », La Gaîté Lyrique, Paris
  - « Marque contre marque », La vitrine, Paris
  - « Imagespassages », Annecy
  - « L'arbre qui ne meurt jamais », Théâtre des Sablons, Neuilly-sur-Seine
- 2012 :
  - « Digital Art Works »[5], Centre européen d'actions artistiques contemporaines, Strasbourg
  - « Gromiam, les 20 ans de Groland », M.I.A.M, Sète
  - « Babel », Palais des Beaux-Arts de Lille, Lille
  - « Mobile-Immobile », Musée de Picardie, Amiens
  - « Beyond Memory », Museum of the Seam, Jérusalem
  - « The French connection », Museum het Valkhof, Pays-Bas
  - « From your local collectors », Centre d’art Space Junk, Grenoble
- 2011 :
  - « Le prix Marcel-Duchamp »[6], FIAC, Paris
  - « Slipstreams », Franklin street works, Stamford
  - « Nuit Résonance », Réseau documents d’artistes, Biennale de Lyon
  - « Le prix Marcel-Duchamp », Lam, Lille
  - « Désire de désastre », MAMAC, Nice
  - « Digital art work », ZKM Medienmuseum, Karlsruhe
  - « Un monde sans mesures », Palais Fesch, Ajaccio
  - « AR(T)BRE « le cri de la vie », Halle André Citroën, Paris
  - « Openning » Museum of Gold and New art (MoNa), Moorilla Estate, Australie
  - « Un rêve d’éternité », Fondation Boghossian, Bruxelles
  - « Fetish Auto » Musée Tinguely, Bâle
  - « Amour, un été contemporain », Musée Paul Dini, Villefranche-sur-Saône
  - « Skateboarding is not a crime » SpaceJunk Centre d’art, Grenoble
- 2010 :
  - « be.WELCOME, Belgique et immigration », Atomium, Bruxelles
  - « La jeune création numérique et architecturale française s’expose à St Pétersbourg » dans le cadre de l’année de la France en Russie, Saint-Pétersbourg
  - « What’s in your head » GASP Gallery, Brooklyn, New York
- 2009 :
  - « That’s all flolks ! » Stadshallen, Bruges
  - « Slick » stand de la galerie Claire Gastaud Paris
  - « Résonance », Galerie de Terreaux, Biennale d’art contemporain, Lyon
  - « Psychedelia paradise », Printemps de Toulouse
  - « CO2 Terre, de Kyoto à Copenhague » Bruxelles
  - « Animated » Centre d’art Bastille, Grenoble
  - Foire d’art contemporain de Bologne
  - Art Paris, Galerie Guy Bartschi et Galerie Claire Gastaud
  - « Dans quel état gère », Galerie Domi Nostrae, Lyon
  - A.R.C.O - Foire internationale d'art contemporain, Madrid
  - Art Bruxelles, Galerie Aeroplastics
  - « Être arbre, être nature », Biennale internationale d'art contemporain de Melle
  - « Un monde sans mesure », Musée d’art contemporain de São Paulo
  - « Un monde sans mesure », Musée d’art contemporain de Brasilia
  - « Un monde sans mesure », Musée d’art contemporain de Fortaleza, Brésil
  - « Sueno y materia » LABoral Centre d’art et de création industrielle, Gijón
  - « Sueno y materia » CA2M Centre d’art de Mayo, Madrid
- 2008
  - « Comme des bêtes, ours, chat, cochon et Cie », Musée des beaux-arts de Lausanne
  - A.R.C.O - Foire internationale d'art contemporain, Madrid
  - « Paris fait sa comédie », Mairie du 18e arrondissement, Paris
  - « Collective Vidéo et New @rt », Vidéoformes 2008, Clermont-Ferrand
  - « Irréel : de la réalité au rêve »[7], musée Paul-Dini, Villefranche-sur-Saône
  - « Interstice 03 », Rencontre des inclassables, Caen
  - Art Paris, Galerie Claire Gastaud
  - « Manif d’art 4 », Biennale de Québec
  - « Bucoliques », Abbaye du Valasse
- 2007 :
  - « Intrusions », Exposition de la collection de la ville de Paris, Petit Palais, Paris
  - « 50 artistes en Rhône Alpes », Musée Paul-Dini, Villefranche sur Saône
  - F.I.A.C, Galerie Polaris, Paris
  - « 24 FPS », Galerie 1 000 Eventi, Milan
  - Art Forum Berlin 07, Galerie Guy Bartschi, Berlin
  - « Vitalité vidéo », Biennale Sélest’Art 07 Sélestat
  - « De notre temps 02 »[8], Musée de Grenoble, Grenoble
  - « Protéger, Enferner », Centre d’art contemporain, La synagogue de Delme
  - « Tuttavia Povero ! » Shore Institute of the contemporary Arts, Long Beach New Jersey
  - ART Brussels, Galeries Aeroplastics et Guy Bartschi, Bruxelles
  - « Home is where the heart is », Woorkramer Lier Belgique
  - « De quoi sont les images faites ? », Vidéochroniques, Galerie de la friche de la belle de mai, Marseille
  - Pulse, Galerie Parker’s Box, New York
  - A.R.C.O, Galerie Guy Bartschi, Madrid
  - Arte Fiera Bologne
  - « Fait en France », National Art Gallery, Sofia, Bulgarie
  - « Fait en France », Musée national des beaux art de Lettonie, Riga
  - Art Rotterdam, Galeries Aeroplastics et Wiitzenhausen
- 2006 :
  - « Diva Fair », Miami Beach, Galerie Art-netart, Miami
  - « Profils 15 ans de création en France », Musée Benaki, Athènes
  - F.I.A.C, Galeries Guy Bartschi et Parker’s Box, Paris
  - « Profils 15 ans de création en France », Musée Pera, Istanbul
  - « Matrix art project », Bruxelles
  - « Biennale d’art plastique », Villeneuve la Garenne
  - « Foire de Paris », Galerie Claire Gastaud
  - « Bang Bang», MIAM, Musée international des arts modestes », Sète
  - « Blessed are the meriful », Feigen Contemporary, New York
  - « La nuit du chien », Imagespassages, Annecy
  - A.R.C.O, Galerie Guy Bartschi, Madrid
- 2005 :
  - « Bang Bang », Musée d’art et d’industrie, Saint-Étienne
  - Festival international d’art de Pyong Taek, Corée
  - « Beneflux », Bruxelles
  - « Défiguration », Galerie Domi Nostrae, Lyon
  - Soirée porte ouverte, A.F.A.A - Association française d'action artistique, Paris
  - « Natural-Digital », Galerie Biche de Bere, Paris
  - Foire de Bruxelles
  - Soirée B.AN.K Galerie, Pink Paradise Paris
  - F.I.A.C, Galeries Guy Bartschi et Parker’s Box
- 2004 :
  - Vidéochroniques, Marseille
  - F.I.A.C, Galeries Anton Weller, Guy Bartschi et Parker’s Box, Paris
  - Frieze Art Fair, Londres
  - « Eats, shoots and leaves », Galerie Yorkarts, Pennsylvanie
  - « La mort devant soi », Galerie Guy Bärtschi, Genève
  - International Fotofestival, Knokke-Heist, Belgique
  - Foire de Bruxelles, Belgique, Galerie Anton Weller
  - Vidéoformes, Clermont-Ferrand
  - « L’image fait maison », Vidéochronique, Château de Tarascon, Tarascon
  - « Une nuit d’art venture », A3 art, place Saint-Sulpice, Paris
  - « Summer shorts », Parker’s Box, New York
  - Inauguration MC2 - Maison de la culture de Grenoble, Grenoble
  - « l’intime, le collectionneur derrière la porte », La maison rouge, Paris
  - « Grotesque, burlesque, parodie », Centre d’art contemporain, Meymac
- 2003 :
  - « Up in Arms », Brooklyn, New York
  - « Vidéo Brazil », Sao Paolo
  - F.I.A.C, Galerie Anton Weller, Paris
  - « Superbia Ballymun », Dublin
  - « Expérimental ? », aux Lices, Marseille
  - Fête de la lumière, St Bruno, Grenoble
  - Station M.I.R., Caen
  - « Nuit Blanche », Gaîté-Lyrique, Paris
  - « imagespassages », Annecy
  - « Bandits mages », Bourges
- 2002 :
  - « La fabrique », Tokyo
  - « Vidéo'z'art diffusion », Québec
  - « Parcours St Germain des Prés », Paris
  - « Fête de la lumière », Grenoble
  - F.I.A.C, Galerie Anton Weller, Paris
  - « Any were out of the world », Los Angeles
  - « objet's session », FRAC Basse Normandie
  - « Convexe/concave », Centre d'art et Culture Kontakt, Bratislava, Slovénie
  - « Lieux dits », Kilomètre 0, Paris
  - « Eros post-porno », La scène, Paris
  - « Les animaux », Association « Plus vite », Hampont
- 2001 :
  - « Any were out of the world », Parker’s Box, Triangle, New York
  - « Que saurions nous construire d'autre », Villa Noaille, Hyères
  - « Que saurions nous construire d'autre », Musée Ziem, Martigues
  - Zéro G Sampling, Paris
  - « Jardins », Station M.I.R, Caen
  - La Nao, Centre de Création, Sabadell, Espagne
  - « Passion partagée », Musée de Grenoble, Grenoble
  - F.I.A.C, Galerie Anton Weller, Paris
  - « Prés de chez nous il y a… », La Halle, Pont en Royans
  - « OVNI (objets vidéo non identifiés) », Vidéochroniques, Club Saw, Québec
- 2000 :
  - « Carte blanche à la galerie Anton Weller », La Garsouille, Caen
  - Canal 9 C.H.U, Grenoble
  - « Des sens », Imagespassages, Annecy
  - « Plan B », CineStar, Dortmund, Allemagne
  - « Parcours St Germain des Prés », Boutique Cartier, Paris
  - « Art dans la ville », Saint-Étienne
  - F.R.A.C, Basse Normandie, Caen
  - « Synthèse », Institut National de Musique Electro-acoustique de Bourges, Bourges
  - Diffusion Pirate, Primitivi, Marseille
  - Télés d'artistes, Vidéochroniques, Friche de la belle de Mai, Marseille
  - « Week-end DAS », Vidéozart La Poudriére, Nantes
  - « Sensitive », Fondation Cartier, Printemps de Cahors, Cahors
  - « Fête du panier », Primitivi, Marseille
  - « Jardin », Transat-vidéo et cloack, Caen
  - « Vidéogramme 6 », Vidéochroniques, Marseille
  - « Le bal jaune », Espace Paul Ricard, Paris
  - « Cabaret », Crest
- 1999 :
  - Musée d'art moderne, Nice
  - « Managers de l'immaturité », Centre National d'art contemporain (Magasin), Grenoble
  - « Décibels images », Vidéogramme 5, Marseille
  - « Vidéoformes », Clermont-Ferrand
  - Artothèque Grand Place, Grenoble
  - « Vidéo lounge Knitting factory », New York
  - « Un week-end à la campagne », Grenoble
  - « ExtraetOrdinaire », Printemps de Cahors, Cahors
  - « Screenings », Iconoscope, Montpellier
  - Festival vidéo, Hanovre, Allemagne
  - « Acces local », Vidéothèque éphémère, Paris
  - Bandits-Mages, Bourges
  - « Morphingenéva », Galerie Mir, Genève, Suisse
  - « Fractal pacsing musik », Soirées nomades, Fondation Cartier, Paris
  - Galerie Z.D.B., Lisbonne, Portugal
  - Festival International des Arts de rue, Châtillon
  - Neues Museum Weserburg, Bremen
  - « Iluro 74 », Barcelone
  - « Festirolle », Echirolles
- 1998 :
  - « Collection d'hiver », Galerie des Terreaux, Lyon
  - « Festival vidéo », Musée d'Art Contemporain, Lyon
  - Alliance française de Montevideo, Uruguay
  - « 2es rencontres de jeunes artistes », Annecy
  - Homburger Schossberghölen, Allemagne
  - « Transmédia », Berlin
  - « Invidéo », Milan
  - « European Média Festival 98 », Osnabrück, Allemagne
  - Triangle Musée d'art contemporain, Marseille
  - « Carte blanche à Frédérique Leconte », Établissement E. de Brinac, Deauville
  - Artissima 98, Turin, Italie
  - Station M.I.R., Hérouville Saint-Clair
  - Centre d'art plastique, Saint-Fons
  - « Dernière dérive magnétique », Nîmes
  - 12e rencontre vidéo art plastique, Centre d'art contemporain de Basse Normandie, Hérouville Saint-Clair
  - CCSTI - Centre de culture scientifique, technique et industrielle, Grenoble
  - « Vidéothèque éphémère », Kunstmuseum Vidéonale 8, Bonn
- 1997 :
  - Musée d'Art Contemporain, Lyon
  - Galerie Antoine de Galbert, Grenoble
  - « Optimisons dans la prairie », Galerie BF 15, Lyon
  - « Dérives-Magnétiques », Le Mas au Carré d'Art, Nîmes
  - « Festival Bandits Mages », Bourges
  - « Vidésculmanceinstaperfolationopeinture », Galerie des Grands Bains Douches de la Plaine, Marseille
  - « Transmédia Vidéofest », Berlin, Allemagne
  - Vidéothéque éphémère, Galerie Autrep'Art, Marseille
  - « Soirée de soutien magazine 02 », Nantes
  - Galerie Chez Valentin, Paris
  - « Festival Up-And-Coming », Hanovre, Allemagne
  - « Talgo », Espace Vallés, St. Martin d’Hères et Nouvelle Galerie, Grenoble
  - « T.I.R.E.5 », Peyolt, Paris
  - « Télématic Desire », Salle Multi de Méduse, Québec
  - « T.I.R.E.6 », Peyolt, Paris
  - « Apéro vidéo électron libre », Paris
  - « Festival Méridiens », Aubagne
  - « Morceaux de sucre », Mandrak, Grenoble
- 1996 :
  - « Festival Art-Mêlés », Grenoble
  - « Imagespassages », Annecy
  - « European Media Festival 96 », Osnabrück
  - « Regard rock land », Crest

## Collections publiques
- Musée de l'Homme, Paris, France
- Fonds National d'Art Contemporain, Paris, France
- MONA, Museum of Old and New Art , Hobart, Australie
- Musée national d’art contemporain (Corée du Sud) Séoul, Corée
- Mori Art Museum, Tokyo, Japon
- Musée de Grenoble
- Fonds Régional d'Art Contemporain d'Alsace, Sélestat, France
- Artothèque de Grenoble - France
- Fondation Villa Datris, L’Isle-sur-la-Sorgue
- Fondation Glénat, Grenoble

### Presse
- « Vidéo-ci, vidéo-là » dans Le Monde des 11 & 12 mars 2001
- « Passions partagées » dans Art Press no 272, été 2001
- « Samuel Rousseau » dans Art press no 279, printemps 2002
- « Samuel Rousseau : à pas de géant » dans L'Œil, novembre 2003
- « Un million d’insomniaques heureux pour la deuxième nuit blanche parisienne » dans Le Monde du 7 octobre 2003
- « Un géant prisonnier » dans Libération des 4 & 5 octobre 2005
- « Nuit blanche », une de Libération des 6 & 7 octobre 2007
- « 100% AD » dans Architectural Digest, octobre 2007
- « L’esprit de Méliès » dans L'Œil, octobre 2008
- « Rousseau solaire » dans Connaissance des arts, juin 2009
- « Samuel Rousseau, décontracté » dans Libération, août 2010
- « Les rêveries de Samuel Rousseau » dans Beaux Arts Magazine, octobre 2010
- « Le Prix Marcel-Duchamp, le carré d’as de la FIAC » dans Beaux Arts magazine, novembre 2011
- « Les jardins à la folie » dans Connaissance des arts, août 2013
- « Bêtes de scène » dans La Gazette Drouot, mai 2020
- « Samuel Rousseau, libérer les mots » dans Beaux Arts Magazine, juin 2021